# Xã Pine, Quận Lycoming, Pennsylvania
Xã Pine (tiếng Anh: Pine Township) là một xã thuộc quận Lycoming, tiểu bang Pennsylvania, Hoa Kỳ. Năm 2010, dân số của xã này là 294 người.